# Ljudmila Oljanovska
Ljudmila Oljanovska (ukrajinsko Людмила Оляновська), ukrajinska atletinja, * 20. februar 1993.
Nastopila je na nastopila Poletnih olimpijskih igrah 2020 v Tokiu in zasedla 43. mesto v hitri hoji na 20 km. Na svetovnih prvenstvih je osvojila bronasto medaljo leta 2015, na evropskih prvenstvih pa srebrno medaljo leta 2014. Leta 2015 je prejela štiriletno prepoved nastopanja zaradi dopinga.